# Ordine di San Guglielmo

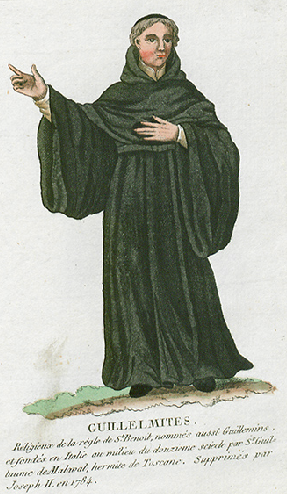

L'Ordine degli eremiti di San Guglielmo, o guglielmiti, era un ordine di monaci diffuso per lo più in Italia, Francia, Germania ed Austria.

## Storia

### Origini
L'ordine ha avuto origine dai seguaci dell'eremita Guglielmo di Malavalle († 1157). Sebbene Guglielmo non avesse durante la sua vita né fondato l'ordine né scritto la regola, un suo discepolo, Alberto, che con lui visse nel suo ultimo anno di vita, raccolse i suoi insegnamenti nel Consuetudines e Regula sancti Guillelmi.
Il primo monastero fu costruito in Malavalle, e raccolse i seguaci di Guglielmo che giungevano dalla Toscana, Lazio e dalle Marche.

### Dissensi interni
Sebbene il loro fondatore professò l'ideale eremitico secondo l'interpretazione patristica, già verso il 1250 alcuni conventi se ne distaccarono.
I conventi si distinguevano in conventi di vita apostolica e conventi di vita vera apostolica dove i primi si dedicavano anche alla cura delle anime e accettavano un'interpretazione più mitigata della povertà, mentre i secondi erano per un'osservanza stretta della regola guglielmita.
Queste due correnti all'interno dell'ordine portarono a conflitti irrisolvibili. Nel 1254 il priore generale dell'ordine abdicò e si formarono due congregazioni, quella di Malavalle e quella di Montefavale (Pesaro).

### Riforma nella Tuscia
Già nel 1243 papa Innocenzo IV aveva promulgato la bolla Incumbit nobis con la quale invitava le comunità di eremiti della Tuscia a riunirsi per costituire un unico Ordine religioso secondo la regola di sant'Agostino, gli eremiti dell'Ordine di Sant'Agostino.
I dissensi interni e la divisione dell'ordine guglielmita, spinse nel 1256 papa Alessandro IV a sollecitare l'unificazione di tutti gli ordini eremitici e la nascita di un unico ordine.
Alcuni eremi guglielmiti, tra cui Ardenghesca, Selvamaggio, Murceto e forse anche Castiglione della Pescaia, accettarono la modifica della Regola, mentre altri quali l'eremo Torre di Palma nella Marca d'Ancona passò alla regola benedettina.

### Diffusione all'estero
I guglielmiti si diffusero anche fuori dall'Italia: prima del 1240 erano presenti in Francia, Belgio, Boemia, Ungheria, Germania ed Austria.

### Scioglimento
L'Ordine dei guglielmiti esistette fino al XVIII secolo.
- In Austria lo scioglimento dell'ordine avvenne sotto l'imperatore Giuseppe II.
- L'ultimo convento dei guglielmiti in Germania fu quello di Gräfinthal (Saarland). Il convento fu sciolto per volere dei monaci con una bolla papale il 24 novembre 1785.

## Abito
La veste caratteristica dell'ordine era molto simile al vestito eremitico e a quello dei brettinesi. Inizialmente grigia, fu sostituita nel 1256 da quella nera caratteristica dell'ordine degli eremitani agostiniani.

## Principali conventi, eremi e chiese

### Italia
Alcuni dei conventi guglielmiti:
- Sant'Angelo presso il lago Albano;
- San Guglielmo d'Acerona, fra San Casciano dei Bagni e Acquapendente;
- abbazia di Sant'Antimo: dal 1291 al 1462;
- eremo di Malavalle;
- San Maria dell'Assunta a Buriano;
- abbazia di San Giovanni in Argentella a Palombara Sabina (RM)
- Sant'Antonio di Val di Carsia;
- San Michele a Monticchio[non chiaro];
- monastero San Salvatore di Giugnano (Roccastrada) Archiviato il 23 ottobre 2007 in Internet Archive.;
- chiesa Santa Croce (Monterotondo Marittimo): ca.1273;
- abbazia di San Pancrazio al Fango (Padule di Castiglione);
- romitorio di Santa Maria Maddalena a Montepescali;
- abbazia di San Quirico presso Populonia;
- chiesa di Sant'Antimo sopra i canali a Piombino.

### Francia
In Francia i guglielmiti erano conosciuti come blancs-manteaux (mantelli bianchi) a ragione del loro abito.
I conventi in territorio francese erano:
- a Rethel, nelle Ardenne presso Louvergny, fondato nel 1249 dal conte Giovanni I di Rethel;
- a Montrouge nei pressi di Parigi, fondato nella seconda metà del XIII secolo.
- a Parigi, dove nel 1297 subentrarono agli agostiniani nel convento del IV arrondissement di Parigi, che si trova presso l'incrocio tra rue des Blancs Manteaux e rue des Guillemites.

### Belgio
- Il monastero de Bernardifagnesis (Bernardfage-Ferrières) oggi "petit séminaire Saint-Roch de Bernardfagne", fondato nel 1248;
- Il quartiere presso la stazione centrale di Liegi è chiamato Guillemins, poiché si sviluppò intorno al convento dei guglielmiti, che qui erano giunti nel 1287.

### Germania
In Germania i conventi dei guglielmiti erano:
- Kloster Himmelpforten, fino al 1253;
- Kloster Bedernau, 1250-1263;
- Kloster Schönthal, 1250-1263;
- Kloster Oberried, 1252-1507;
- Kloster Seemannshausen, 1255-1263;
- Kloster Gräfinthal (Saarland), 1243-1785;
- Kloster Grevenbroich, 1296-1628;
- Kloster Kuddewörde, dal 1495 alla Riforma Protestante, dopo armeria fino al 1695, anno a partire dal quale rimase abbandonato fino alla demolizione dell'edificio intorno al 1780;
- Kloster Windsbach (Fürstenthal) presso Bacharach;
- Kloster Witzenhausen, oggi parte dell'Università di Kassel;
- Kloster Heiligenstein in Thal, quartiere di Ruhla.